# Jonathan Thomas
Pour les articles homonymes, voir Thomas (nom de famille).

a Compétitions nationales et continentales officielles uniquement.

b Matchs officiels uniquement.
Dernière mise à jour le 12 juillet 2023.
Jonathan James Thomas, né le 27 décembre 1982 à Pembroke, est un joueur de rugby à XV. Il compte 67 sélections avec l'Équipe du pays de Galles, évoluant au poste de deuxième ligne, de troisième ligne centre ou aile. 

## Carrière
Jonathan Thomas dispute son premier test match le 14 juin 2003 contre l'équipe d'Australie. Il participe à la Coupe du monde 2003 (3 matchs, défaite en quarts de finale). Il joue avec les Ospreys en Coupe d'Europe (4 matchs en 2006-07) et en Celtic league. 

## Palmarès
- Vainqueur de la Celtic League en 2005 avec les Ospreys.
- Grand Chelem en 2005 et 2008

## Statistiques en équipe nationale
- 67 sélections
- 35 points (7 essais)
- Sélections par année : 7 en 2003, 8 en 2004, 7 en 2005, 6 en 2006, 11 en 2007, 7 en 2008, 4 en 2009, 12 en 2010, 5 en 2011
- Tournois des Six Nations disputés : 2004, 2005, 2006, 2007, 2008, 2009, 2010, 2011